# 杨慧人
杨慧人，美国华人围棋专业初段棋手，绰号“苗寨棋王”。2001年中国贵阳国际围棋文化节城市围棋爱好者邀请赛A组冠军。2002年第一届豐田杯世界圍棋王座戰本赛第一轮负于王立诚。2004年第十七届富士通杯世界職業圍棋錦標賽本赛第一轮负于王磊。2005年第十届LG盃世界棋王戰本赛第一轮负于陈耀烨。
2008年参加第一届世界智力运动会围棋比赛。
2010年在科罗拉多州夺得北美围棋大师赛冠军。2012年第七届應氏杯世界職業圍棋錦標賽本赛第一轮负于朴廷桓。曾代表北美洲参加第二届“MLILY梦百合杯”世界围棋公开赛、第三届世界智力精英运动会和第四届世界智力精英运动会（战胜亚历山大·迪那斯塔因）。
现在布莱根妇女医院从事科研工作。

## 著作
1. Cosmic Go （页面存档备份，存于）
2. Galactic Go （页面存档备份，存于）
3. Whole Board Living Tesujis （页面存档备份，存于）